# Montfranc
Montfranc é uma comuna francesa na região administrativa de Occitânia, no departamento de Aveyron. Estende-se por uma área de 6,2 km². Em 2010 a comuna tinha 128 habitantes (densidade: 20,6 hab./km²).